# Hilda Wynne
Hilda Wynne (Yorkshire, 1884 – Parigi, 28 gennaio 1923) è stata un'infermiera inglese, fondatrice del Corpo ambulanze Wynne-Bevan della Croce Rossa britannica. Fu tra le donne più decorate della prima guerra mondiale insignita di Medaglia d'argento al valor militare.

## Biografia
Hilda Wynne insieme al banchiere Ivor Bevan, allo scoppio della grande guerra, costituirono l'unità di autoambulanze della Croce Rossa britannica.
Prestò servizio nelle Fiandre, in Francia, sul fronte orientale e successivamente in Italia fino al termine del conflitto.
Con la sua unità salvò migliaia di vite. Si distinse nel giugno del 1918, durante l'ultima offensiva austriaca, con il recuperò di diversi feriti italiani.